# Ranunculus jingyuanensis
Ranunculus jingyuanensis W.T. Wang – gatunek rośliny z rodziny jaskrowatych (Ranunculaceae Juss.). Występuje endemicznie w Chinach, w prowincji Gansu. 

## Morfologia
PokrójBylina o lekko owłosionych pędach. Dorasta do 30 cm wysokości.
LiścieMają romboidalny kształt. Mierzą 2–4,5 cm długości oraz 2–5 cm szerokości. Są lekko owłosione od spodu. Nasada liścia ma klinowy kształt. Ogonek liściowy jest lekko owłosiony i ma 6–9,5 cm długości.
KwiatySą pojedyncze lub zebrane po 2–3 w wierzchotkach jednoramiennych. Pojawiają się w kątach pędów. Mają żółtą barwę. Dorastają do 10–12 mm średnicy. Mają 5–7 owalnych lub eliptycznych działek kielicha, które dorastają do 4–5 mm długości. Mają 3 lub 4 stożkowo owalne płatki o długości 4–7 mm.

## Biologia i ekologia
Kwitnie w lipcu. 